# غريفين غلوك
غريفين غلوك (بالإنجليزية: Griffin Gluck)‏ ممثل أمريكي ولد في 24 أغسطس 2000 في لوس أنجلوس، كاليفورنيا، الولايات المتحدة بدأ مشواره الفني عام 2010 .

## روابط خارجية
- غريفين غلوك على موقع IMDb (الإنجليزية)
- غريفين غلوك على موقع ألو سيني (الفرنسية)
- غريفين غلوك على موقع أول موفي (الإنجليزية)
- غريفين غلوك على موقع قاعدة بيانات الأفلام السويدية (السويدية)
- غريفين غلوك على موقع قاعدة بيانات الفيلم (الإنجليزية)
- غريفين غلوك على موقع كينوبويسك (الروسية)
- TV Guide Bio
- TVSA Bio